# STS-51-G

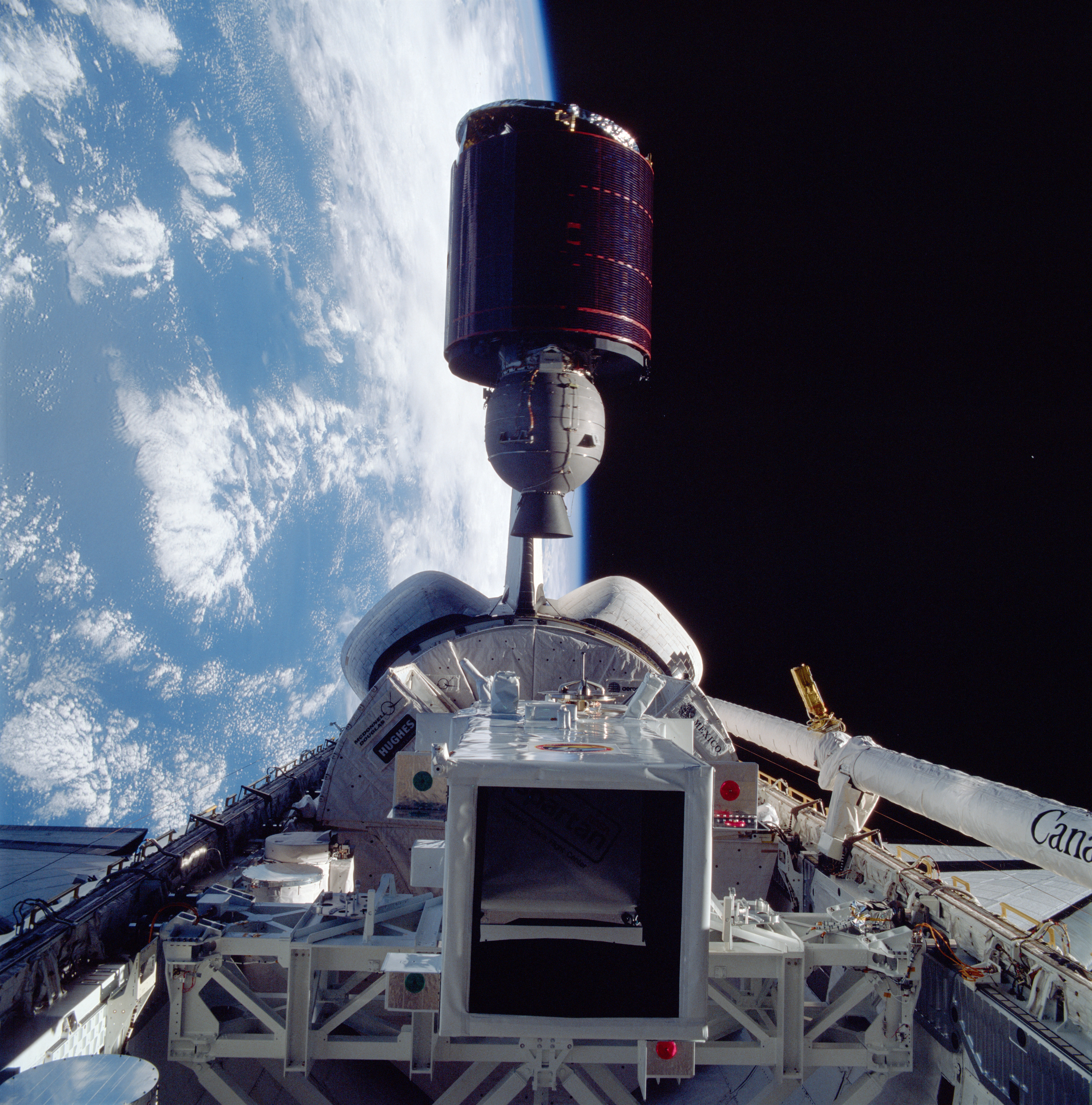

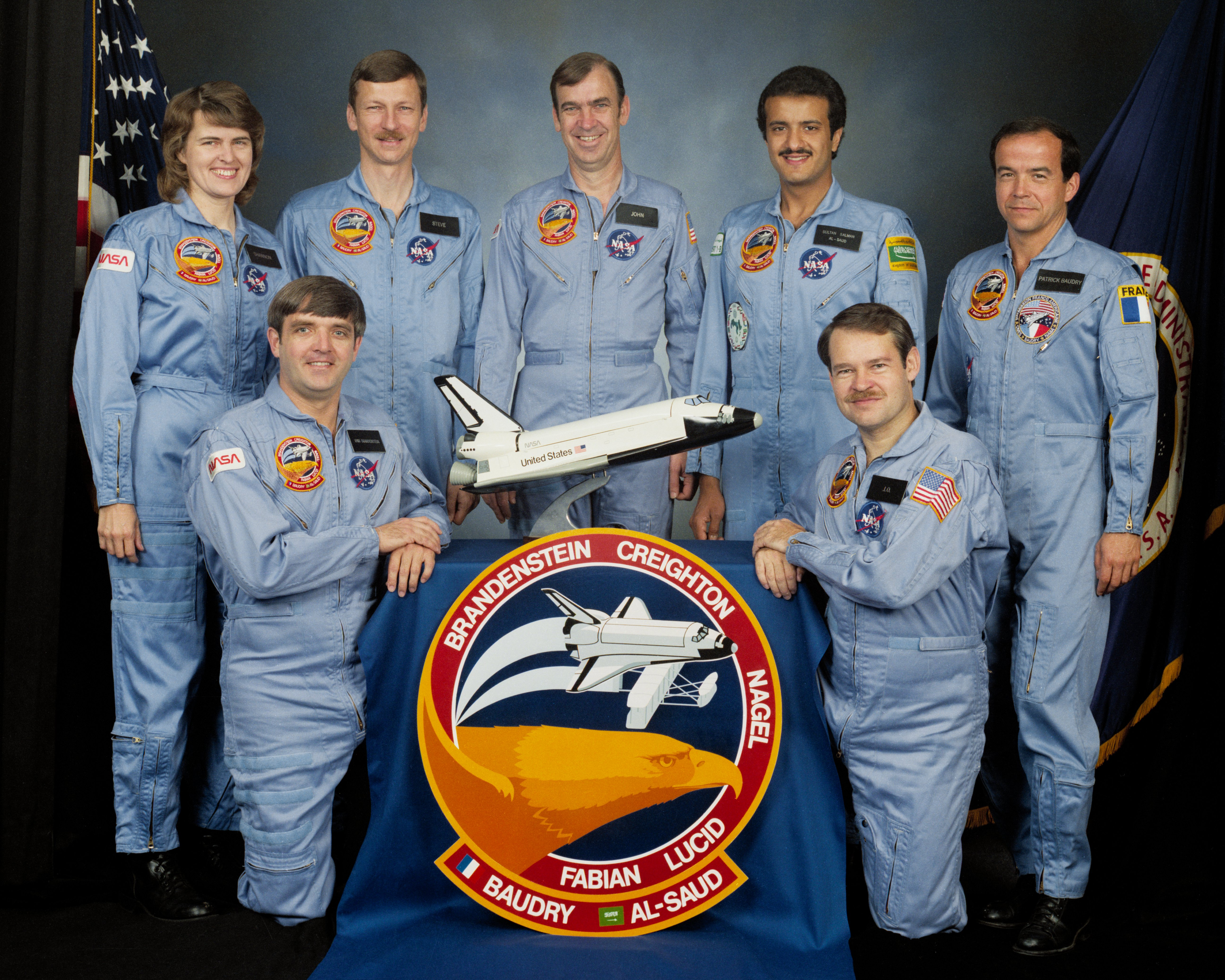
뒤: 섀넌 W. 루시드, 스티븐 R. 네이글, 존 M. 파비안, 술탄 빈 살만 알 사우드, 패트릭 보드리
앞: 다니엘 C. 브랜든스타인, 존 O. 크레이튼

STS-51-G는 NASA 우주왕복선 계획의 18번째 비행이자 디스커버리 우주왕복선의 5번째 비행이었다. 1985년 6월 17일 플로리다주 케네디 우주센터에서 7일간 발사돼 1985년 6월 24일 캘리포니아주 에드워드 공군기지에 착륙했다. 탑재체 전문가로는 사우디아라비아의 술탄 빈 살만 알 사우드(Sultan bin Salman Al Saud)가 탑승했다. 알 사우드는 우주로 비행한 최초의 아랍인, 최초의 무슬림, 최초의 왕실 구성원이 되었다. 이는 또한 우주 왕복선 이전 시대의 승무원 중 최소한 한 명의 우주비행사 없이 비행한 최초의 우주 왕복선 임무이기도 했다.